# 山下裕二
山下 裕二（やました ゆうじ、1958年6月15日 - ）は、日本の美術史家・美術評論家・明治学院大学教授。

## 経歴
1958年、広島県呉市で生まれた。はじめは琴の演奏家をめざしていた。東京大学文学部美術史学科に進学し、辻惟雄に師事した。日本美術史を専攻し、室町時代の水墨画を研究テーマとした。卒業後、同大学大学院に進み、修了。
1990年より明治学院大学文学部芸術学科で教鞭をとっている。現在、同大学教授。
1996年、赤瀬川原平と「日本美術応援団」を結成し、団長を務める。専門外でも様々な絵師や画家、作品を応援し、その普及と再評価に努めている。

## 研究内容・業績
専門は日本美術史。東京大学で辻惟雄に師事し、山下が監修した2019年の東京都美術館での展覧会「奇想の系譜展 江戸絵画ミラクルワールド」では、恩師の辻惟雄を特別顧問として招聘した。『日本美術全集』(全20巻)（小学館、2012年 - 2016年）の編集にあたっては、編集委員を務めた。
日本美術応援団とその影響
- 山下はテレビや雑誌などの様々な媒体に登場して日本美術の普及に努めているが、2017年に「（1996年の）日本美術応援団結成当時は日本美術を積極的に見ようとする人が極めて少なかったが、その後展覧会の観客動員数やテレビの美術番組の視聴率も、西洋美術より日本美術の方が上回るようになり、日本美術をめぐる状況は劇的に変わった」と述べており、日本社会において日本美術の地位が大きく向上したことを指摘している[3]。

## 著作
著書
- 『岡本太郎宣言』平凡社 2000
- 『室町絵画の残像』中央公論美術出版 2000
- 『水墨画発見』図版解説、平凡社(別冊太陽 日本のこころ) 2003
- 『日本美術の二〇世紀』晶文社 2003
- 『伊藤若冲：鳥獣花木図屏風』図版解説、小学館 2006
- 『未来の国宝・MY国宝』小学館 2019
- 『日本美術の底力：「縄文×弥生」で解き明かす』NHK出版新書 2020
- 『日本美術・この一点への旅 』集英社 2023

共編著
- 『日本美術応援団』赤瀬川原平共著、日経BP社 2000
  - 文庫化 ちくま文庫 2004
- 『京都、オトナの修学旅行』赤瀬川原平共著、淡交社 2001
  - 文庫化 ちくま文庫 2008
- 『岡本太郎が撮った「日本」』岡本敏子共編、毎日新聞社 2001
- 『雪舟応援団』赤瀬川原平共著、中央公論新社 2002
- 『雪舟はどう語られてきたか』編・監修、平凡社ライブラリー 2002
- 『日本美術の発見者たち』矢島新・辻惟雄共著、東京大学出版会 2003
- 『日本美術応援団：オトナの社会科見学』赤瀬川原平共著、中央公論新社 2003
  - 文庫化 中公文庫 2011
- 『日本美術観光団』赤瀬川原平共著、朝日新聞社 2004
- 『若冲になったアメリカ人：ジョー・D.プライス物語』聞き手、小学館 2007
- 『実業美術館』赤瀬川原平 文藝春秋 2007
- 『明治の細密工芸』平凡社(別冊太陽 日本のこころ) 2014
- 『日本美術史』高岸輝と監修、美術出版社(美術出版ライブラリー歴史編) 2014
- 『驚くべき日本美術』聞き手橋本麻里、集英社インターナショナル 2015
- 『日本美術応援団－今度は日本美術全集だ！』聞き手井浦新、小学館セレクトムック 2016
- 『血と笑いとエロスの絵師 岩佐又兵衛 辻惟雄共編、新潮社(とんぼの本) 2019
- 『初老耽美派よろめき美術鑑賞術』高橋明也・冨田章共著、毎日新聞出版 2019
- 『雪舟 決定版 生誕六〇〇年』島尾新と監修、平凡社(別冊太陽日本のこころ) 2020

その他活動
- 『オバケのQ太郎』(藤子・F・不二雄大全集)(9巻) 解説、小学館 2011
- 『THE ドラえもん展 TOKYO 2017』監修[7]。